# ميخائيل أوينز
ميخائيل أوينز (11 نوفمبر 1969 بكرايستشرش في نيوزيلندا - ) (بالإنجليزية: Michael Owens)‏ هو لاعب كريكت نيوزلندي. شارك مع منتخب نيوزيلندا الوطني للكريكت.

## وصلات خارجية
- ميخائيل أوينز على موقع إي آس بي آن كريك إنفو (الإنجليزية)